# Telmatobius latirostris
Telmatobius latirostris là một loài ếch thuộc họ Leptodactylidae.
Đây là loài đặc hữu của Peru.
Môi trường sống tự nhiên của chúng là sông ngòi, các vùng đô thị, và đất có tưới tiêu.
Chúng hiện đang bị đe dọa vì mất môi trường sống.